# Paolo Fiammingo

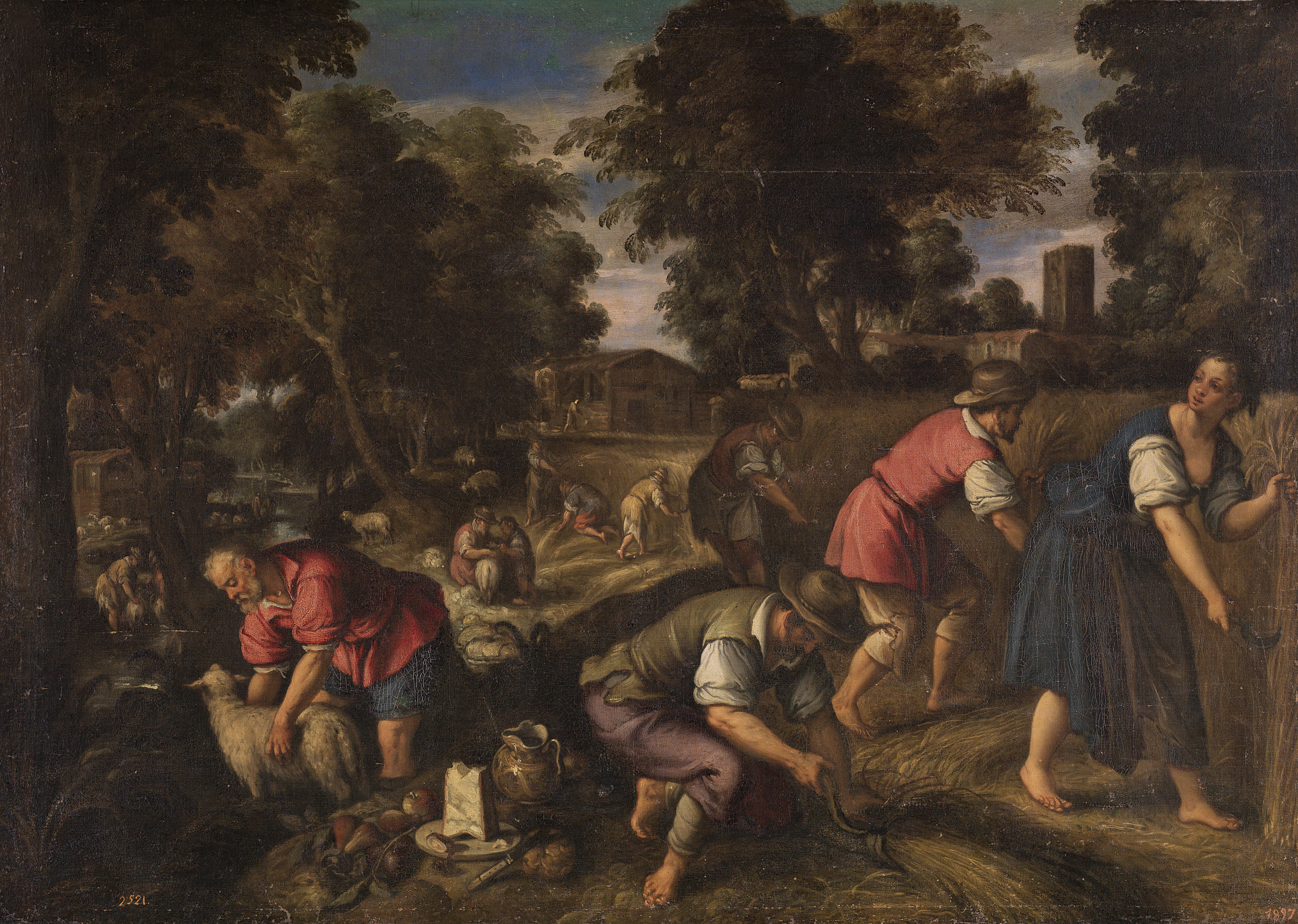
La siega y el esquileo, o El verano, óleo sobre lienzo, 120 x 170 cm, Madrid, Museo del Prado.

Paolo Fiammingo o Paolo Franceschi (Amberes,  ca. 1540-Venecia,  1596) fue un pintor de origen flamenco activo en Venecia, identificado posiblemente con Pauwels Franck o Francken, pintor admitido como maestro en el gremio de San Lucas de Amberes en 1561. 

## Biografía y obra
Según Carlo Ridolfi, Paolo Fiammingo habría sido discípulo del Tintoretto, aunque contra lo afirmado no parece que pudiese coincidir en su taller con Marten de Vos, quien abandonó la Serenísima en 1559. Las primeras noticias de su actividad en Venecia, como maestro independiente, son de 1573. De su trabajo en Venecia, inscrito en la Cofradía de Pintores de 1584 a 1596, se documenta la pintura entre 1580 a 1592 de doce obras alegórico-mitológicas para la familia Fugger, destinadas a su nuevo castillo de Kirchheim en Württemberg, conservadas in situ, con el Ciclo de los Amores del Kunsthistorisches Museum. Más cercano al decadente estilo de Palma el Joven que al seguimiento directo del Tintoretto, Paolo Fiammingo se mantuvo en un discreto nivel entre los maestros nórdicos establecidos en Venecia en las últimas décadas del siglo XVI, y, aunque acabase siendo más valorado como paisajista que por sus figuras, muestra en ellas, alguna vez audaces en sus escorzos, un nivel de competencia semejante.
El Museo del Prado conserva cuatro de esos paisajes alegóricos y poblados de figuras con el tema de las cuatro estaciones del año, procedentes de la colección real, y en el Real Colegio del Corpus Christi de Valencia se conservan —procedentes de la colección del patiarca Juan de Ribera— otras cuatro alegorías salidas del taller del pintor con el tema de los cuatro elementos representados mediante las figuras mitológicas de Ceres (o Cibeles) —tierra—, Neptuno —agua—, Juno —aire— y Vulcano —fuego— con sus respectivos cortejos en espacios típicamente manieristas.